# Anisostachya castellana
Anisostachya castellana är en akantusväxtart som beskrevs av Raymond Benoist. Anisostachya castellana ingår i släktet Anisostachya och familjen akantusväxter. Inga underarter finns listade i Catalogue of Life.